# Nicolau Vergueiro
Nicolau Vergueiro is een gemeente in de Braziliaanse deelstaat Rio Grande do Sul. De gemeente telt 1.803 inwoners (schatting 2009).